# Пенджикент
Пенджике́нт (тадж. Панҷакент от согд. Pncy knδ, Pncyknδh > Panj(i)kat — «Пятиградье») — административный центр Пенджикентского района Согдийской области Республики Таджикистан. Расположен в Зеравшанской долине, на левом берегу реки Зеравшан, на высоте 900 метров над уровнем моря, в 48 км к востоку от Самарканда, в 240 км к северо-западу от Душанбе и в 270 км к юго-западу от Худжанда. Город богат своими достопримечательностями, архитектурными памятниками, прекрасной зоной отдыха на берегу реки Зеравшан.

## Название
Название средневекового города Пенджикент (согд. Pncy knδ, Pncyknδh) известно по согдийским документам с горы Муг и по согдийским монетам. Означает «Город Панча», восходит к средневековой согдийской области Панч (согд. Pnc), главным городом (административный центром) которой являлся Пенджикент, и обычно понимается как «Город пяти» (перс. «پنج کند»‎ от перс. پنج‎, тадж. панҷ «пять») или «Пятиградье».
В книге Ивана Сергеева «Тайна географических названий» заявляется, что на старой карте Туркестанского генерал-губернаторства городок назывался «Пянджшамбе», из чего он делает вывод, что название означает пятый день недели, то есть четверг в городе был базарным днём.

## История

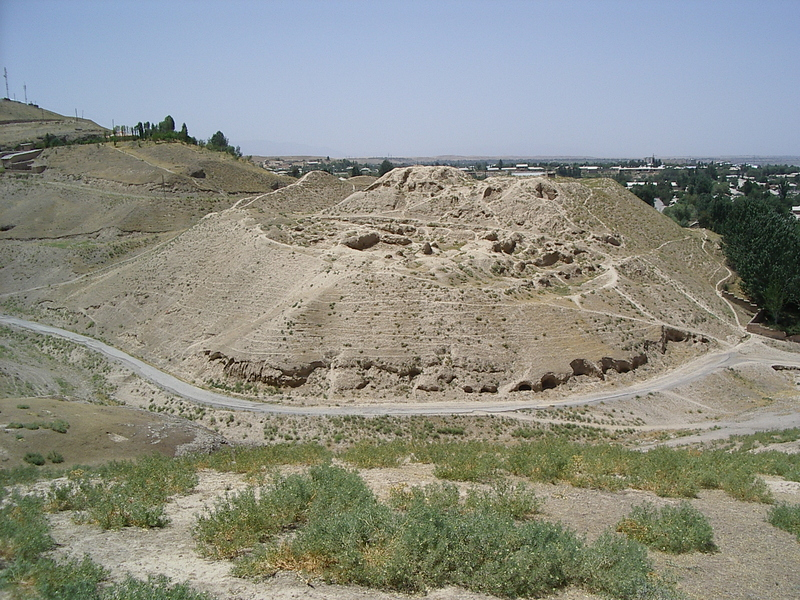
Руины древнего Пенджикента

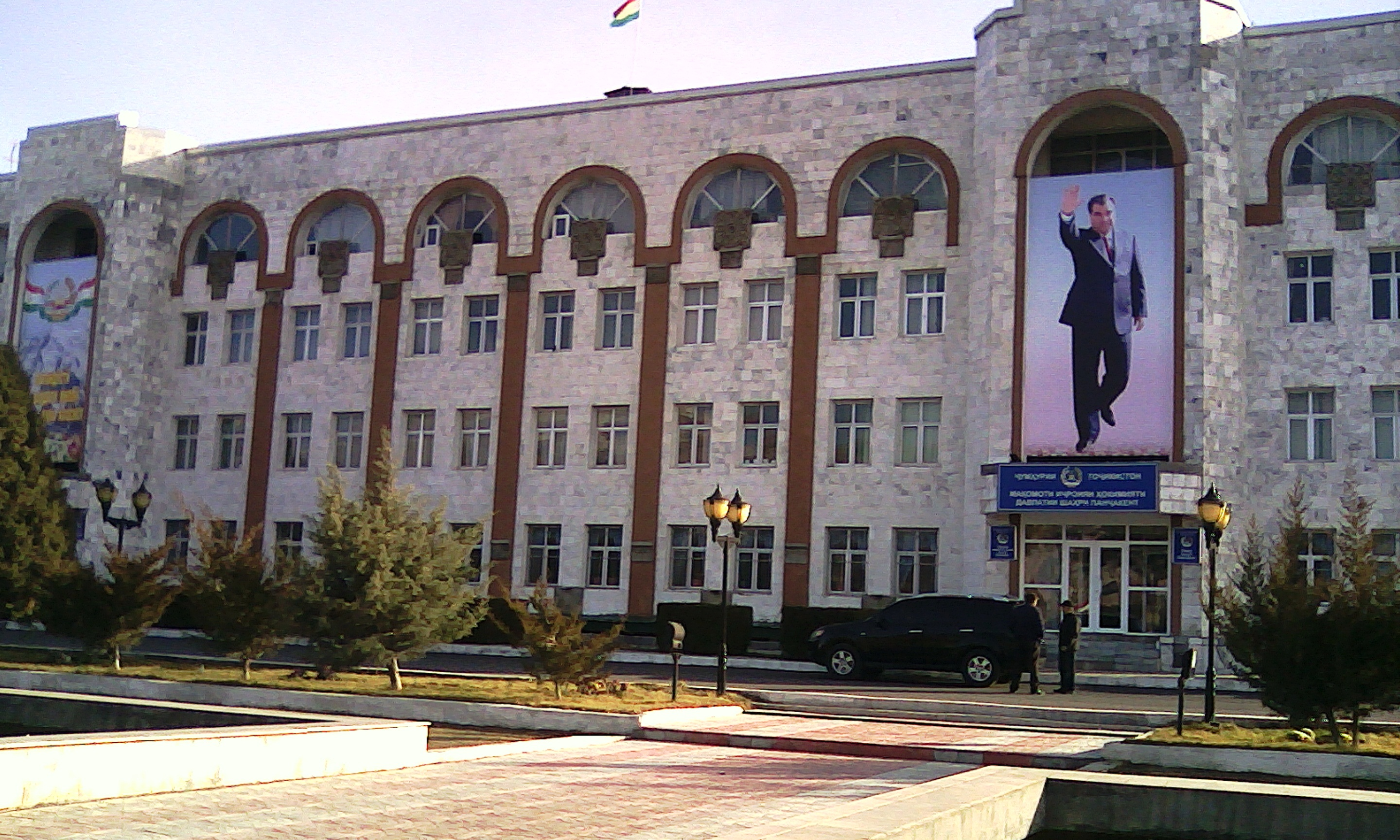
Здание хукумата (исполнительного органа власти) Пенджикента

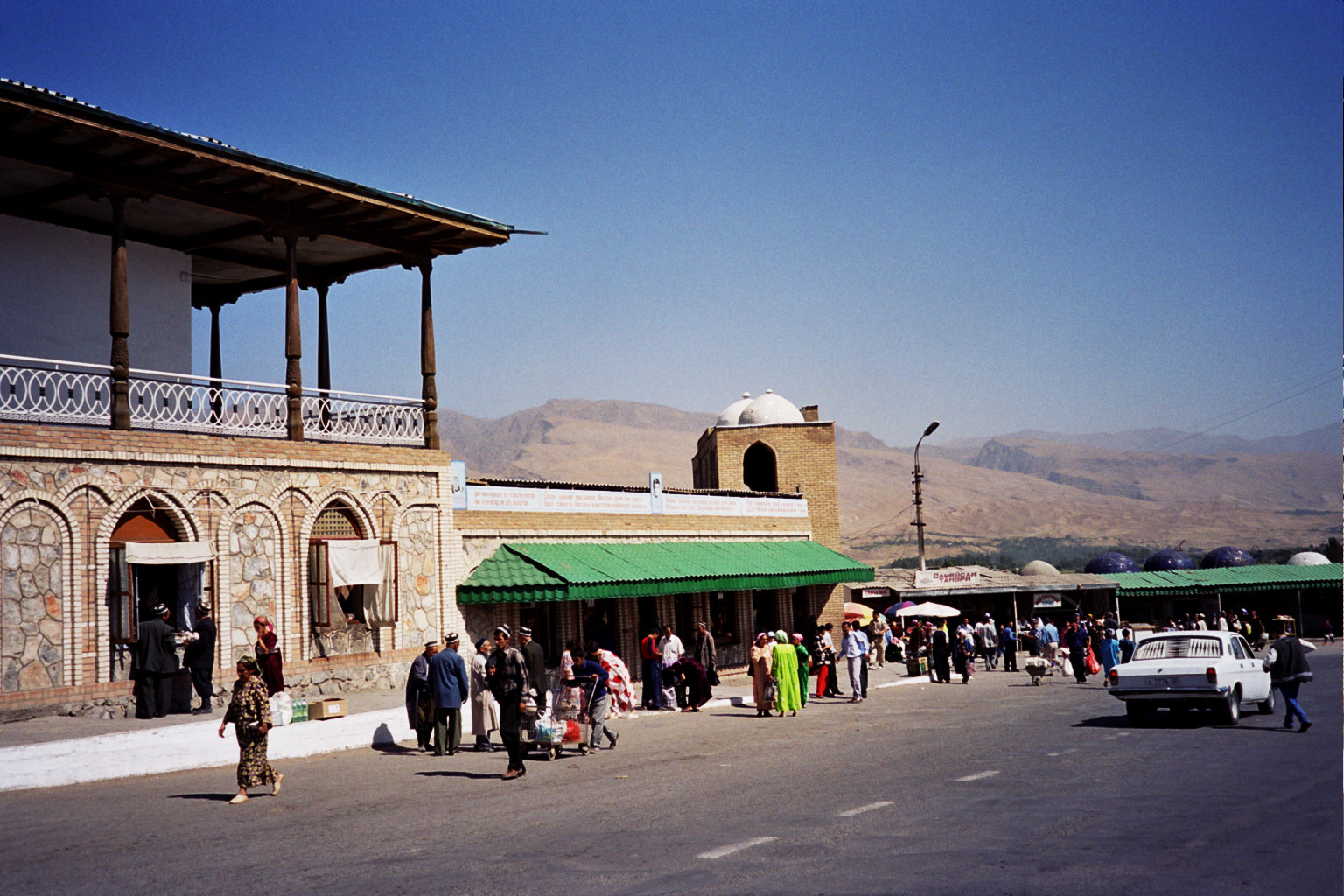
Здание базара в Пенджикенте

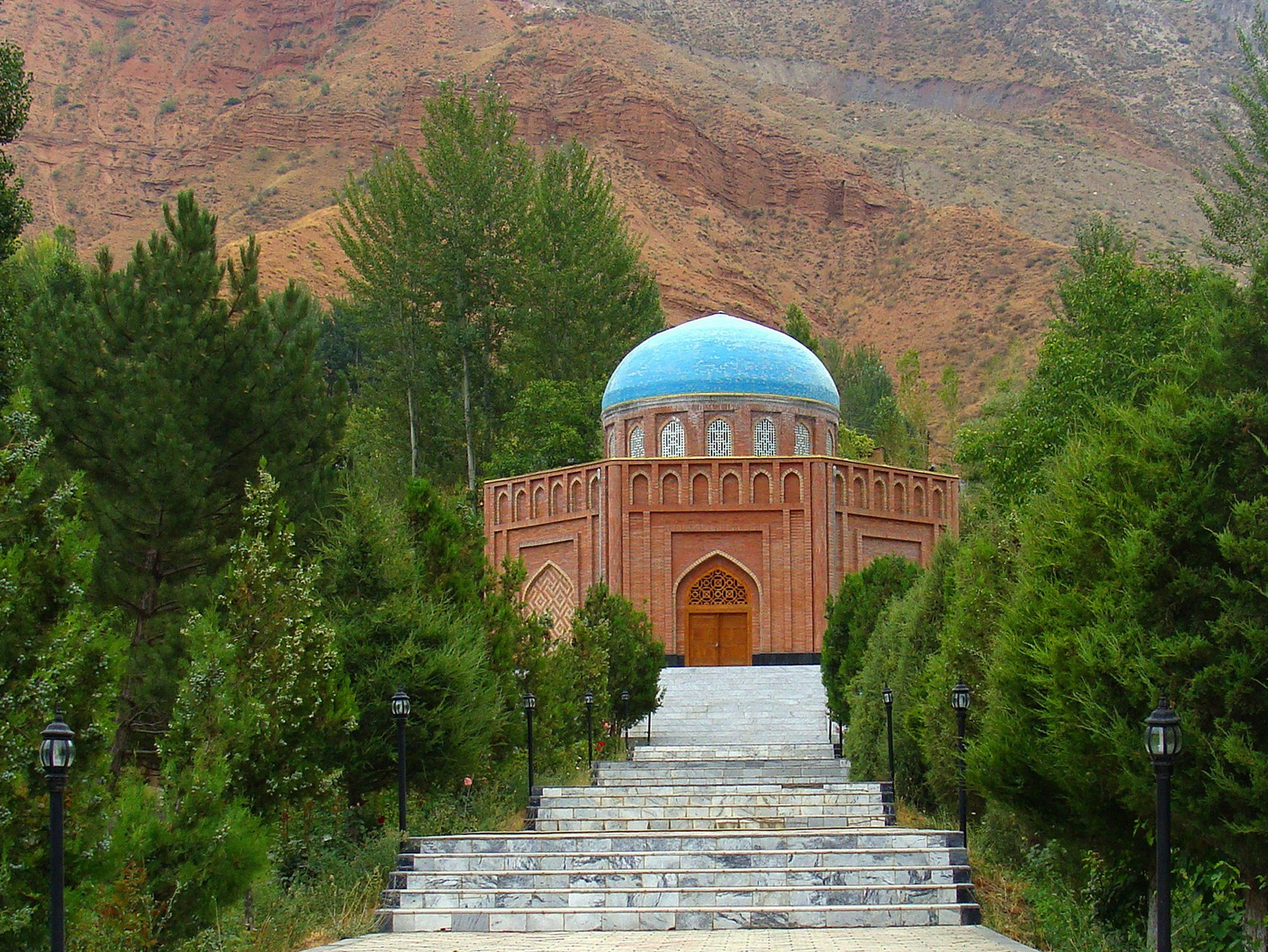
Гробница Рудаки в Пенджикенте

К 15 км к западу от Пенджикента, близ границы с Узбекистаном расположено крупное поселение Саразм эпохи неолита и бронзы (около 3400 — вторая половина III тысячелетия до н. э.) и демонстрирующее тесные культурные связи с ранними цивилизациями Ближнего Востока. Саразм был древнейшим центром земледельческой культуры Средней Азии к северу от Амударьи.
На юго-восточной окраине современного Пенджикента, на террасе второго уровня на левом берегу реки Зеравшан расположено городище древнего Пенджикента (Пянджикента, V—VIII вв.), памятника культуры Согда домусульманского времени, эпохи складывания феодальных отношений в Средней Азии. Продолжавшиеся с 1947 года раскопки городища (с 1978 по 2006 годы под руководством Б. И. Маршака) раскрыли структуру богатого города эпохи раннего Средневековья, открыли замечательные настенные росписи согдийских мастеров. Пенджикент был важнейшим культурным центром Средней Азии, укреплённым и благоустроенным, стоявшим на Великом шёлковом пути.
По С. Г. Хмельницкому, возникновение и возвышение в V веке Пенджикента как столичного центра Верхнего Зеравшана (а на короткое время даже резиденции согдийского ихшида) было вызвано, возможно, временным упадком Самарканда и оттоком из него некоторой части населения на восток, вверх, ближе к безопасным горам.
Известными правителями Пенджикента в VII—VIII веках были согдийские правители («афшины») Чекин Чур Бильге (около 680—709) и его зять, ихшид Деваштич (709—722). В VII—VIII веках Средняя Азия была завоевана арабами. Один из последних согдийских правителей, властитель Пенджикента Деваштич, поднял против завоевателей восстание, но потерпел поражение, когда в 722 году воины хорасанского эмира Саида аль-Хараши обманом выманили его из крепости Муг, где он, укрывшись с остатками воинов, вёл отчаянное сопротивление. Впоследствии в регионе происходили восстания против арабских завоевателей (в частности, в 728—729 годах), а многие согдийцы приняли участие в восстании их единоплеменника Ань Лушаня в Китае. Династия согдийских ихшидов была ликвидирована персидским полководцем Абу Муслимом в 750 году.
В древнем Пенджикенте было известно устройство очагов типа современных сандали — ямок для угля в полу. Иногда применялась даже своеобразная система отопления, где нагретый воздух распространялся из топки по всему дому через отверстия у основания стен.
Долина реки Зеравшан сохраняла своё древнее имя до Средних веков, когда она была известна как Согд Самаркандский.

Во времена Бухарского эмирата Пенджикент был центром Пенджикентского бекства. В Таджикской АССР — административный центр Пенджикентского вилайета.
Архитектурный памятник XII—XIV веков, — мавзолей Мухаммада Башоро, — находится на расстоянии 37 км от города в одном из прекрасных ущелий северных предгорий Зеравшанского хребта. Мавзолей Мухаммада Башоро — один из известных памятников таджикского зодчества.
В 60 км к востоку от Пенджикента в Зеравшанской долине среди высоких гор Памиро-Алайской системы находится небольшое селение Панджруд. Это родина основоположника таджикско-персидской литературы, певца и музыканта Абу Абдулло Джафар ибн Мухаммада Рудаки.

### Раскопки
Археологическое изучение Пенджикента началось в 1946 году Согдийско-Таджикской археологической экспедицией под руководством А. Ю. Якубовского. Городище состоит из укреплённого шахристана — собственно города, кухендиза — цитадели с дворцом правителя, рабада — предместья с отдельными усадьбами и некрополя. Установлено, что интенсивно город жил с VI до середины VIII вв. В первой четверти VIII века Пенджикент был разрушен арабскими войсками и во второй половине VIII века запустел. Зафиксировано два строительных горизонта: первый — VI века, второй — VII—VIII вв. На шахристане вскрыты остатки крепостных стен, сеть улиц, два храма, свыше 100 многокомнатных двухэтажных жилых домов, ремесленные мастерские и лавки. Строительство домов велось в два этажа из сырцового кирпича и блоков пахсы. В предместье Пенджикента селились ремесленники и земледельцы. Некрополь состоит из небольших склепов (наусов), куда в оссуариях помещали кости умерших.
Находки в Пенджикенте представляют продукцию гончарного, металлообрабатывающего и других ремесел. Найдено несколько тысяч бронзовых и серебряных монет, в том числе клады. Особенно ценны согдийские монеты местной чеканки. Эпиграфические памятники представлены черепками с надписями тушью на согдийском и, реже, на арабском языках. Обнаружен фрагмент черновика письма на согдийском языке, в тексте которого есть тюркское имя Туркаш. Открыты многочисленные памятники изобразительного искусства. Во дворце, храмах, домах знати и богатых горожан открыты фрагменты рельефов, круглой и примыкающей к стене скульптуры из глины и дерева, детали резного архитектурного декора, настенные росписи. В храме открыта скульптурная панель, изображающая водный пейзаж, символизирующий, вероятно, реку Зеравшан. Резное дерево обуглилось во время пожаров при разрушении города. Извлечены деревянные статуи и множество деревянных плах с сюжетными сценами и орнаментальной резьбой. Монументальная стенная живопись изображает пиршества, батальные, эпические, культовые и бытовые сцены. Разнообразен живописный орнамент. По стилю и содержанию памятники искусства Пенджикента связаны с художественной культурой других регионов Средней Азии (Варахша, Балалык-Тепе) и с искусством Индии, Ирана, Афганистана и Восточного Туркестана.

### XX век
28 ноября 1938 года кишлак Пенджикент получил статус посёлка городского типа, а в 1953 году стал городом.

### XXI век
Согласно генплану к 2035 году территория города Пенджикент будет увеличена в 4 раза (с 6,86 км² до 28,34 км²) за счёт близлежащих сёл Кабудсанг, Наврузтеппа, Деваштич, Шурча, Савр, Зебон, Нуристон, Чорводор, Чинор, Дарвозакам и сел правобережья реки Зарафшан — Сари-Камар, Вахдат и Озодагон и будет расположена уже по обеим берегам реки Зеравшан.

## Население
Население по оценке на 1 января 2015 года составляло 40 600 человек.
| Численность населения | Численность населения | Численность населения | Численность населения | Численность населения | Численность населения | Численность населения | Численность населения |
| 1939                  | 2003                  | 2004                  | 2005                  | 2006                  | 2007                  | 2008                  | 2009                  |
| --------------------- | --------------------- | --------------------- | --------------------- | --------------------- | --------------------- | --------------------- | --------------------- |
| 8666                  | ↗34 500               | ↗34 900               | ↗35 200               | ↗35 500               | ↗35 900               | ↗36 200               | ↗36 500               |
| 2019                  | 2020                  | 2021                  | 2022                  |                       |                       |                       |                       |
| ↗42 800               | ↗43 300               | →43 300               | ↗43800                |                       |                       |                       |                       |

## Транспорт
Автомобильный транспорт является важнейшим и основным видом транспорта в городе, а также единственным путем транспортного сообщения с областным центром Худжандом (расстояние 270 км) и столицей республики Душанбе (расстояние 240 км). Через территорию города проходит автомобильная дорога по маршруту Душанбе — Айни и Пенджкент — Самарканд (Узбекистан). В советские годы существовало авиационное сообщение с Душанбе и другими городами Таджикистана. В 2015 году за счёт привлечения отечественных и зарубежных инвестиций была реконструирована горная автотрасса Айни — Пенджикент. Завершение строительства и сдача в эксплуатацию горных автомобильных тоннелей Шахристан и Истиклол (бывший Анзоб) позволило круглогодично пользоваться транспортным сообщением.

## Галерея

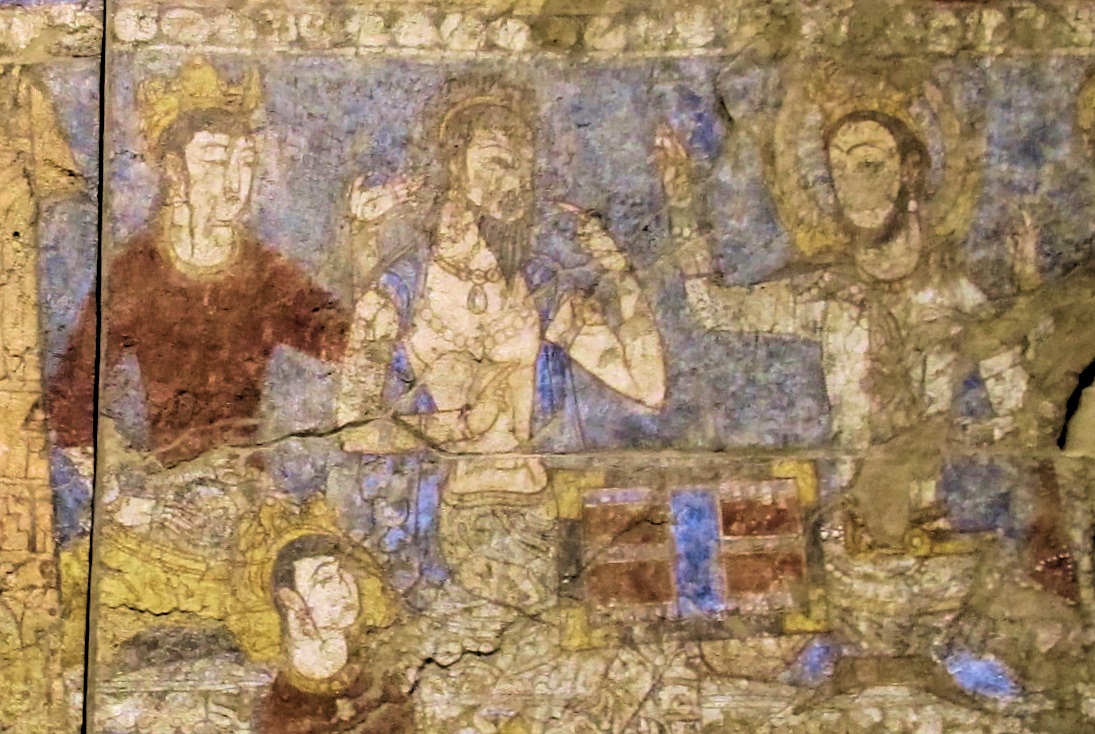
Пенджикент, фигуры с нимбами, Эрмитаж
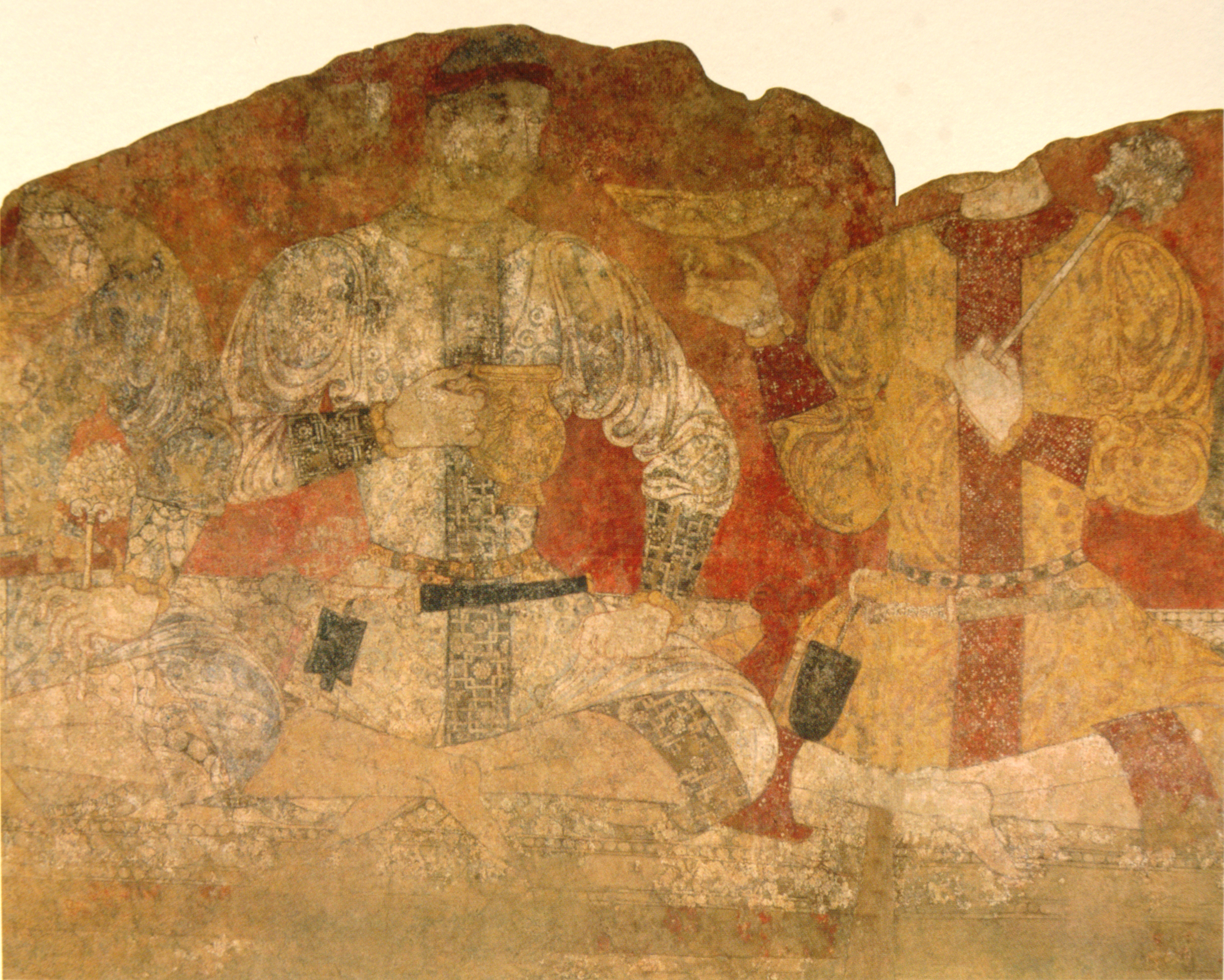
Мужской банкет, пигмент на гипсе. Пенджикент, Таджикистан
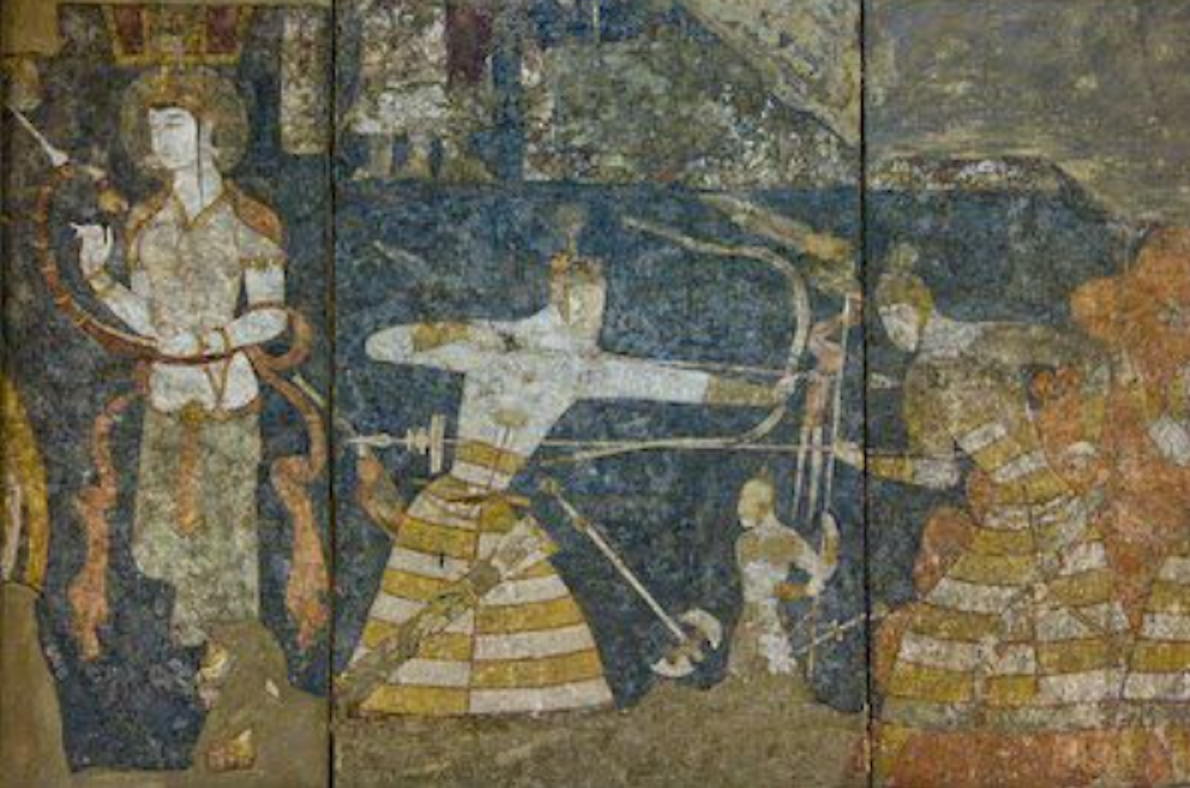
Фреска из Пенджикента (VI-VII века н. э.). Национальный музей древностей Таджикистана
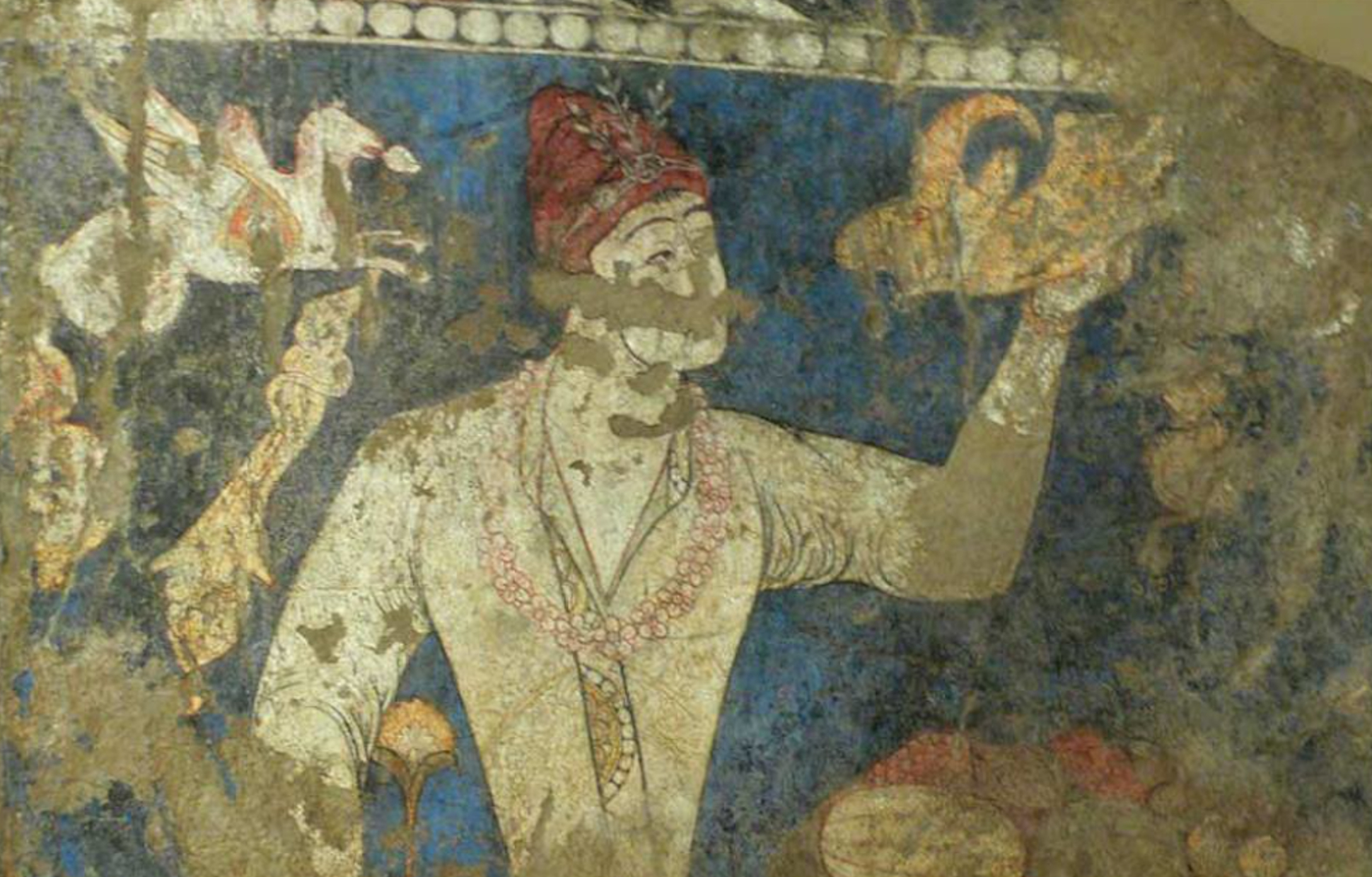
Фреска из Пенджикента (VI-VII века н. э.)
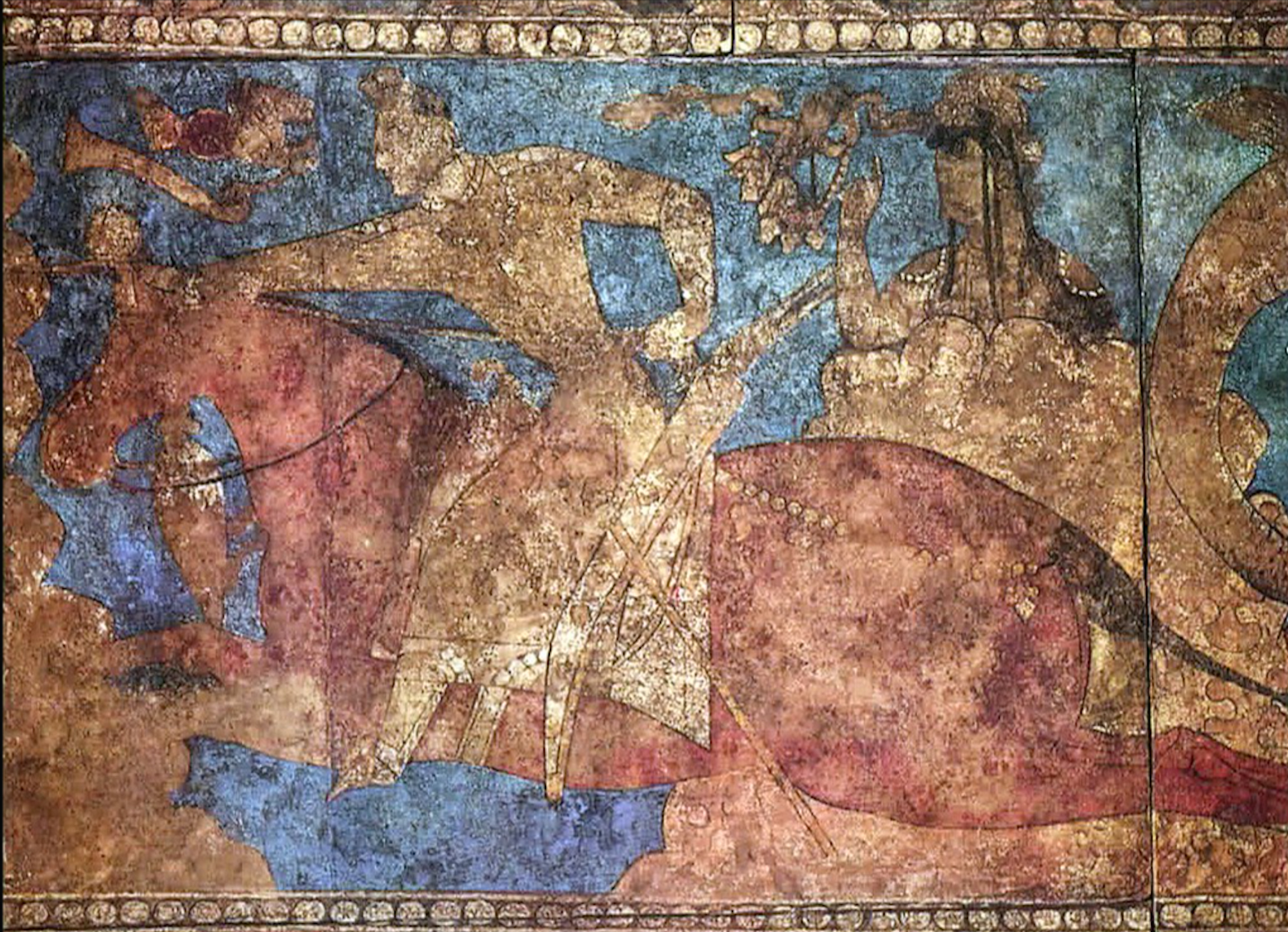
Фреска из Пенджикента (VI-VII века н. э.). Эрмитаж
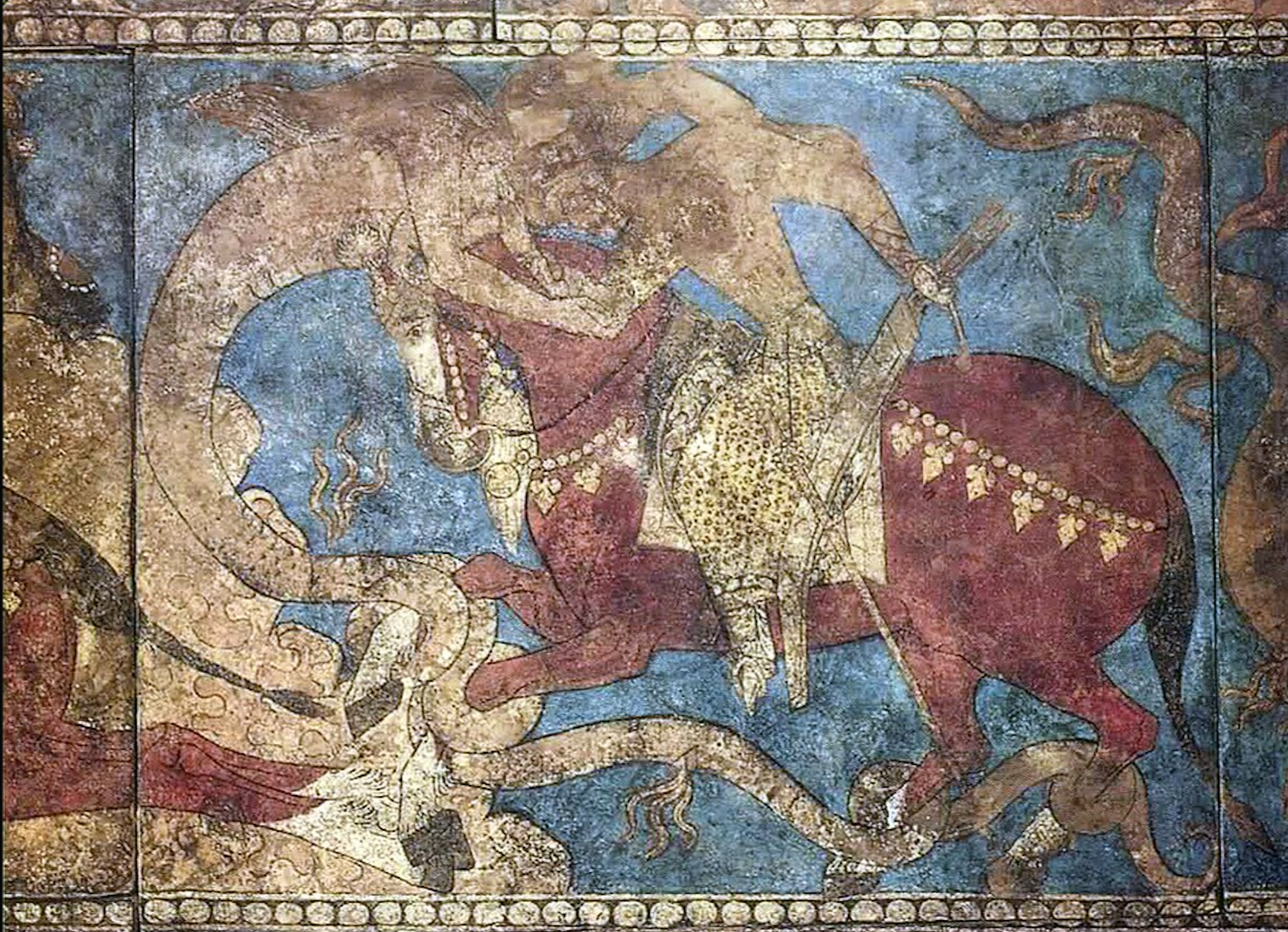
Фреска из Пенджикента, VI-VIII вв. Эрмитаж
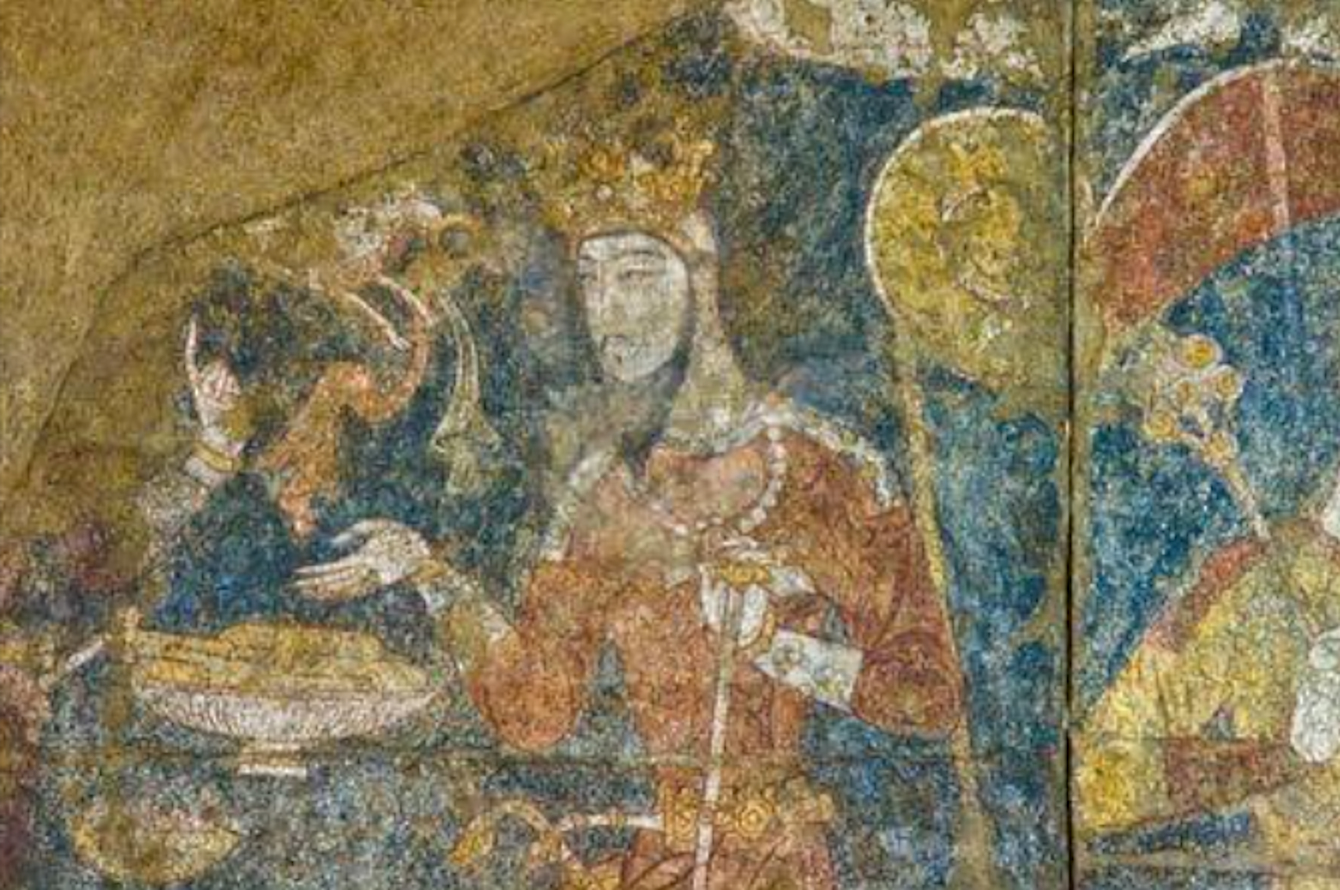
Фреска из Пенджикента, VI-VIII вв. Национальный музей древностей Таджикистана
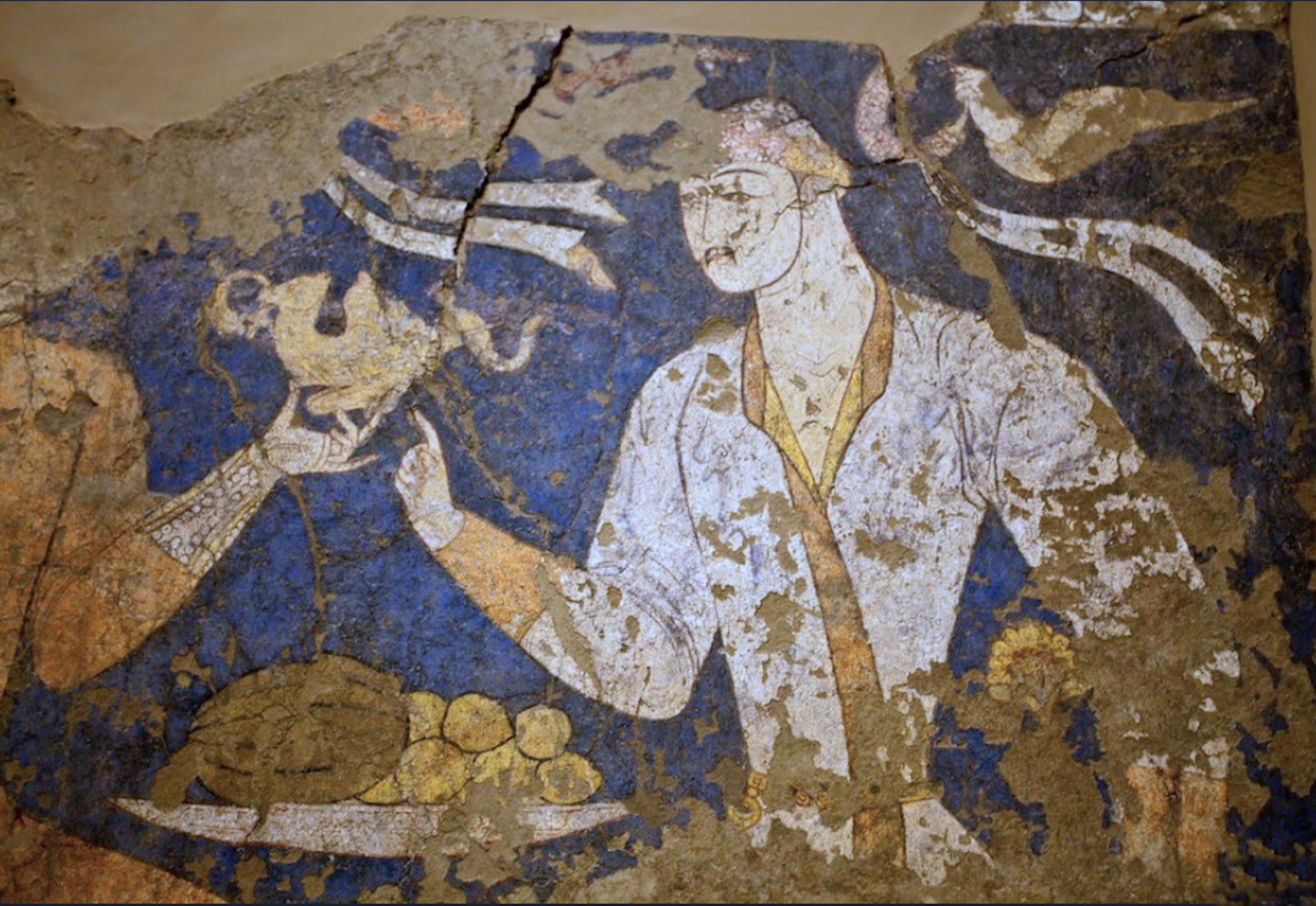
Фреска из Пенджикента, VI-VIII вв.
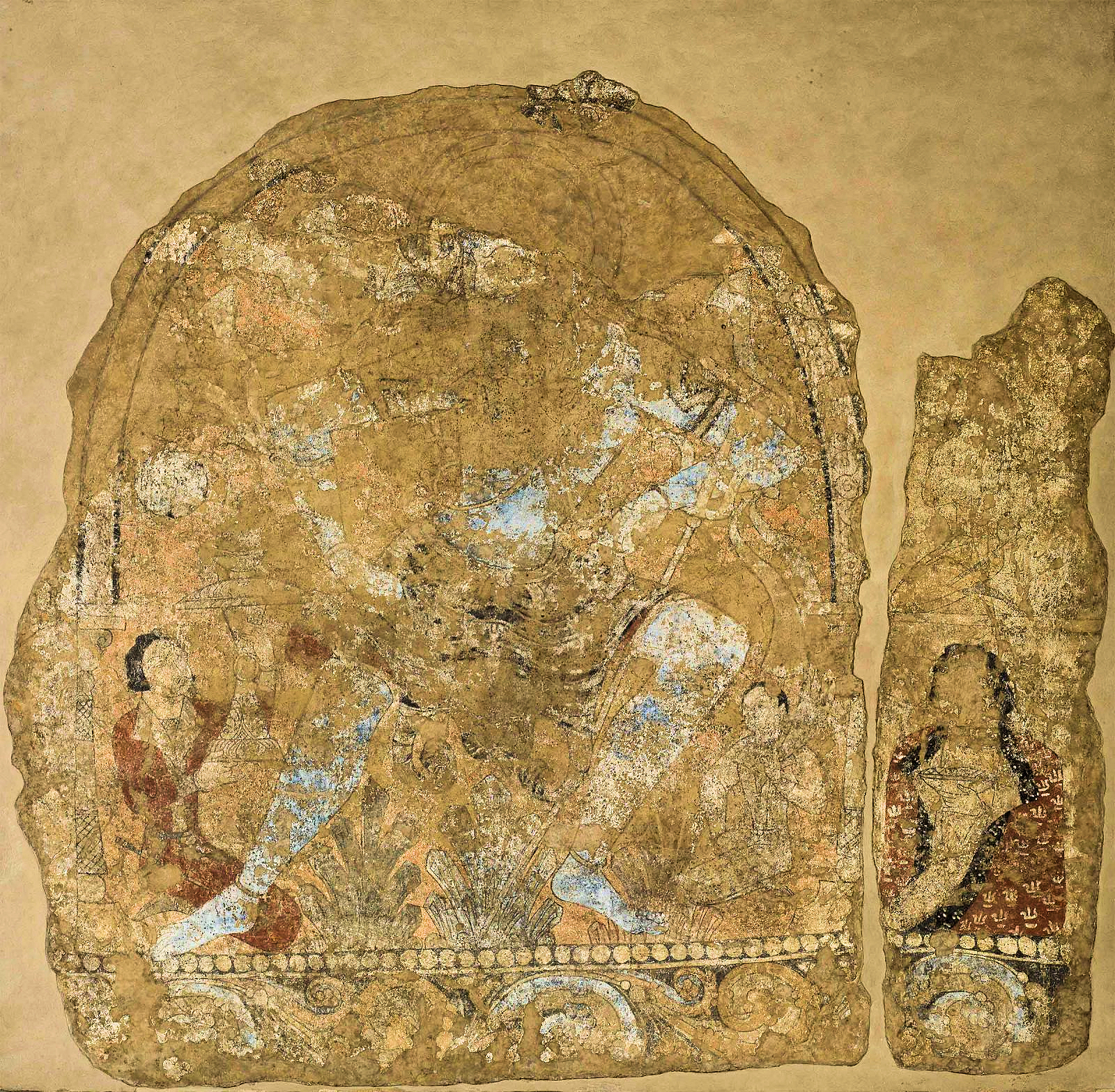
Шива с тришулой. Пенджикент, VII–VIII вв. н. э. Эрмитаж
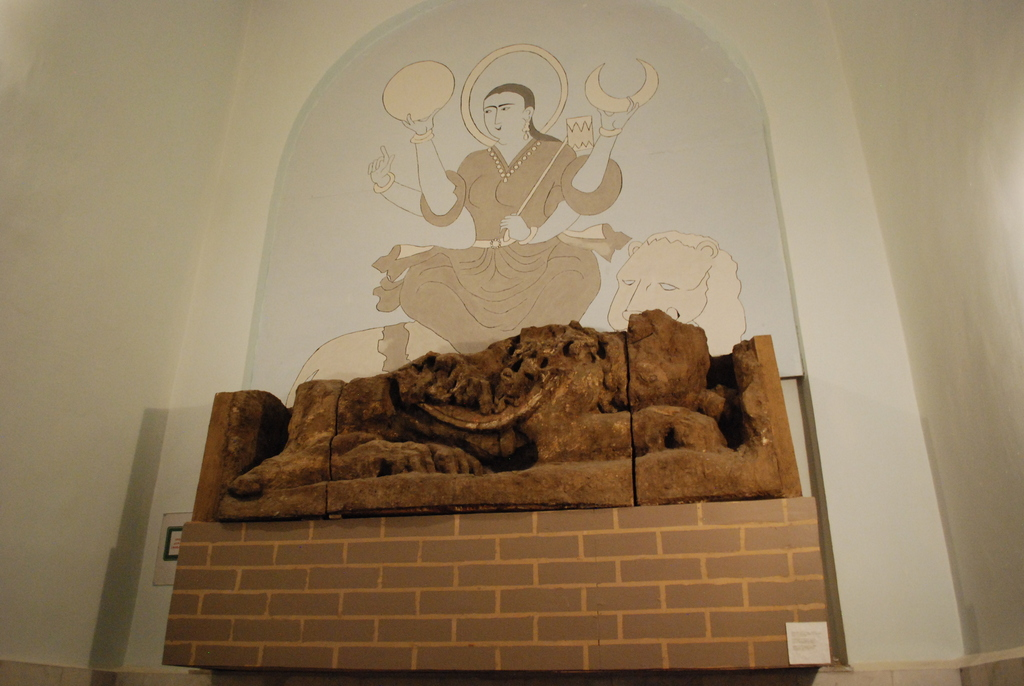
Лев и богиня Анахита, Пенджикент, около VI-VIII вв. н. э.
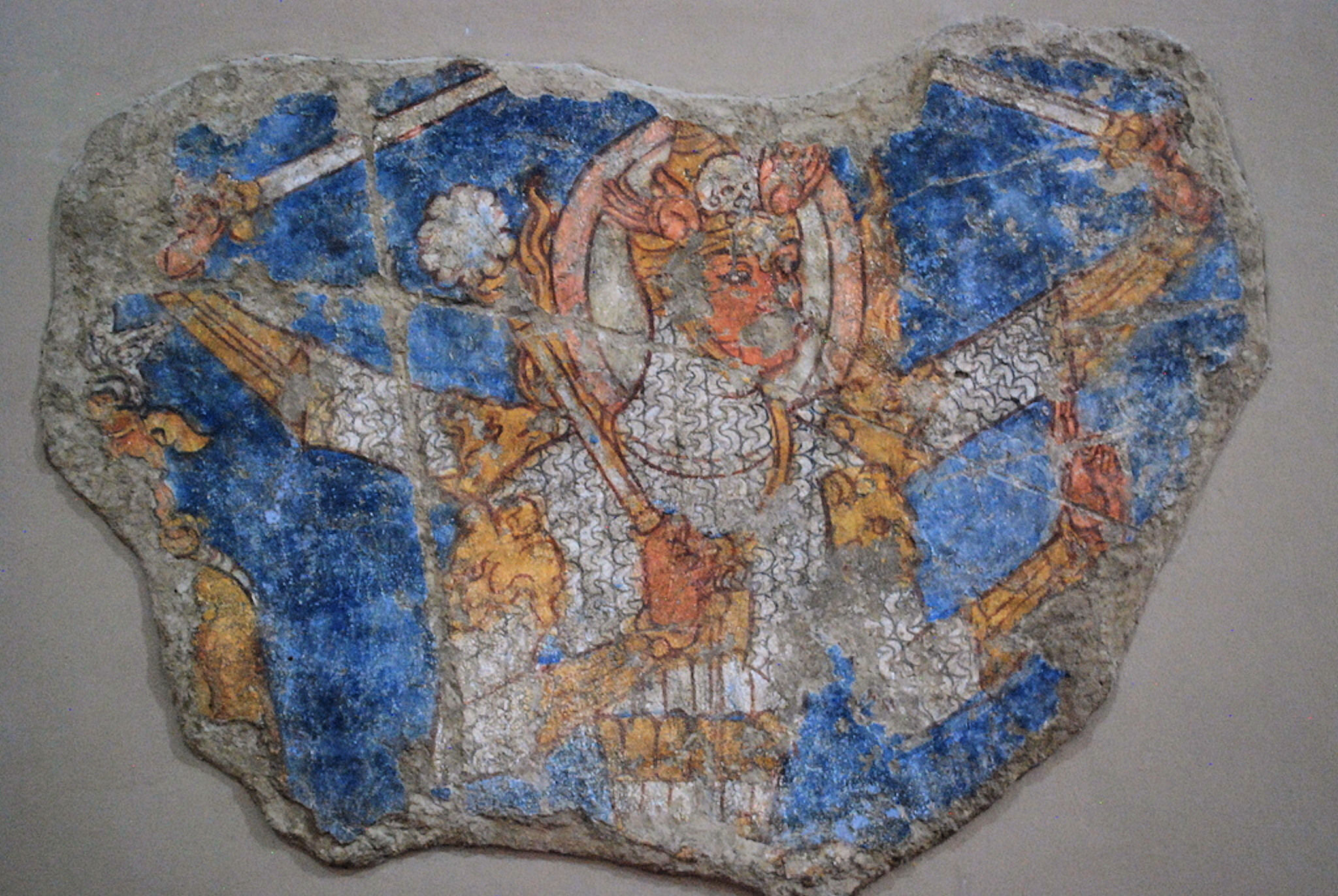
Многорукое божество в доспехах
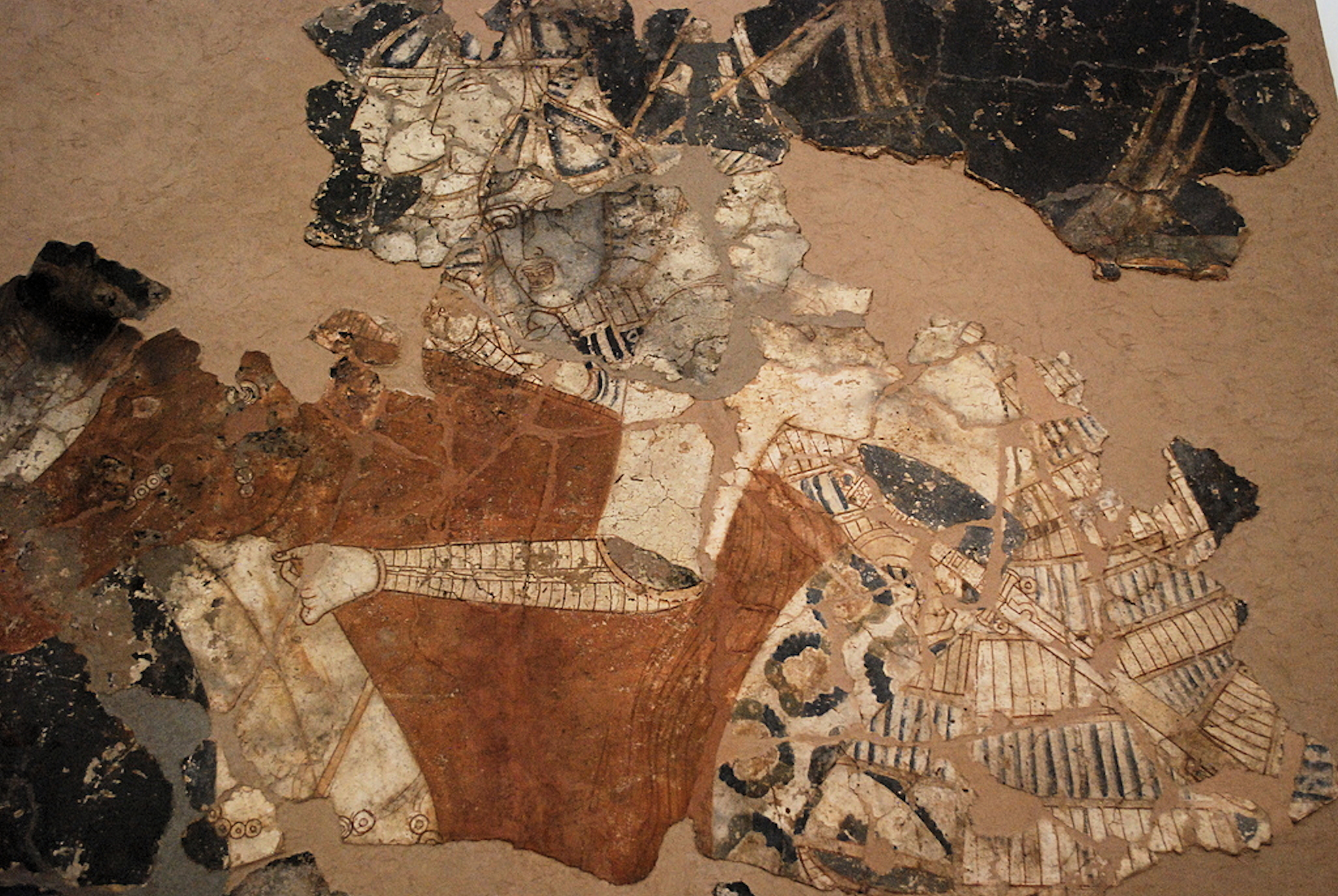
Изображение сцены битвы с распятием
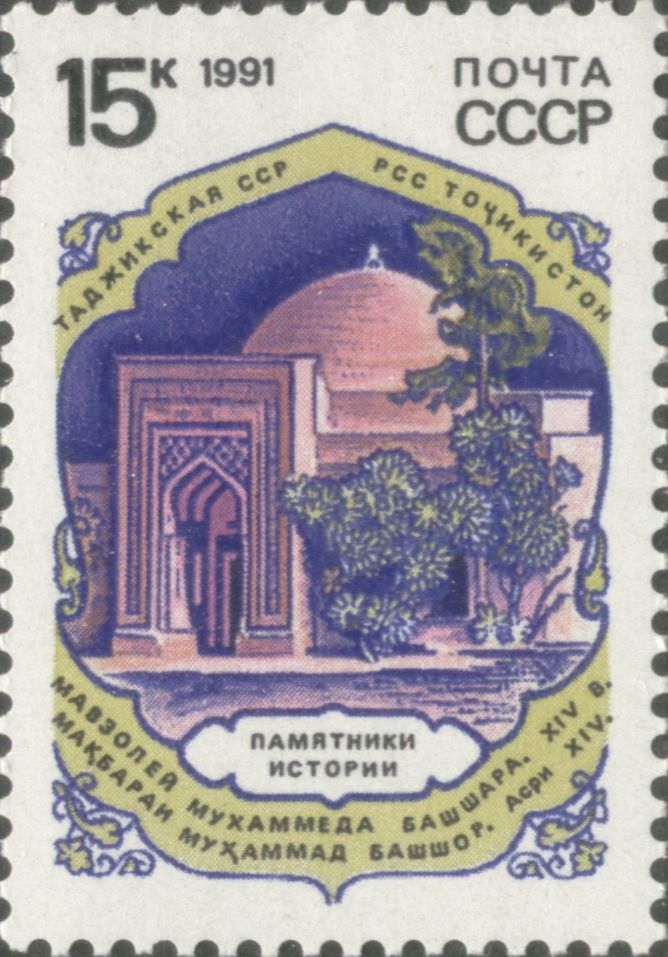
Почтовая марка. Пенджикент (Таджикистан). Мавзолей Мухаммеда Башшара (XIV век)